# Stevensville (Maryland)
Stevensville è un census-designated place situato nel Maryland, nella Contea di Queen Anne, ed è il luogo più abitato della contea. Il Centro storico di Stevensville è uno dei due soli centri storici registrati in Queen Anne, insieme al centro storico di Centerville.

## Storia
Stevensville nacque come porto per navi a vapore. Oggi, il centro storico conta circa 100 edifici antichi, che risalgono ai primi anni della città.

## Società

### Evoluzione demografica
Al momento del censimento del 2000, vi erano 5880 persone, 2071 nuclei e 1609 famiglie residenti a Stevensville.